# Šunj
Šunj je jedna od najljepših plaža na Jadranu.
Nalazi se na jugoistočnoj strani otoka Lopud, u prekrasnoj uvali do koje je moguće doći barkom ili pješice od mjesta Lopud kroz borovu šumu.
Plaža je pješčana a plićina se proteže stotinjak metara daleko od obale. Omiljeno je okupljalište Dubrovčana i njihovih gostiju. Pješčano dno i plićina su vrhunski preduvjeti za omiljenu igru picigin.
Dio plaže je namijenjen nudistima.